# Jin Air
Jin Air Co., Ltd. (coreano: 진에어; RR: Jin E-eo) è una compagnia aerea low cost sudcoreana. È l'unico operatore a basso costo di aerei a fusoliera larga del paese.
Nel 2018, Jin Air è stato il secondo vettore low cost della Corea del Sud, ha trasportato 3,5 milioni di passeggeri nazionali e 5,4 milioni di passeggeri internazionali, rappresentando una quota dell'11% del mercato nazionale e una quota del 6% del mercato internazionale.

## Storia
Jin Air ha sede a Deungchon-dong, Gangseo-gu, Seul. Il nome "Jin Air" è stato annunciato ufficialmente il 15 giugno 2008 durante la cerimonia di apertura tenutasi nella capitale sudcoreana.
Jin Air ha iniziato ad operare nel luglio 2008 con rotte verso destinazioni regionali in Corea del Sud. Il volo inaugurale è avvenuto tra l'aeroporto Internazionale Gimpo di Seul e l'aeroporto Internazionale di Jeju il 17 luglio 2008 utilizzando un Boeing 737-800. Nel dicembre 2009, Jin Air ha iniziato i suoi primi voli internazionali di linea per Bangkok.
Jin Air è stata la terza e ultima azienda ad aderire al Korea Exchange (KRX) tramite un'offerta pubblica iniziale (IPO) nel 2017, insieme a Studio Dragon e TissueGene. Il 30 ottobre, il KRX ha annunciato che Jin Air aveva superato l'approvazione preliminare dell'IPO. La compagnia ha avuto la sua IPO l'8 dicembre 2017.

## Flotta

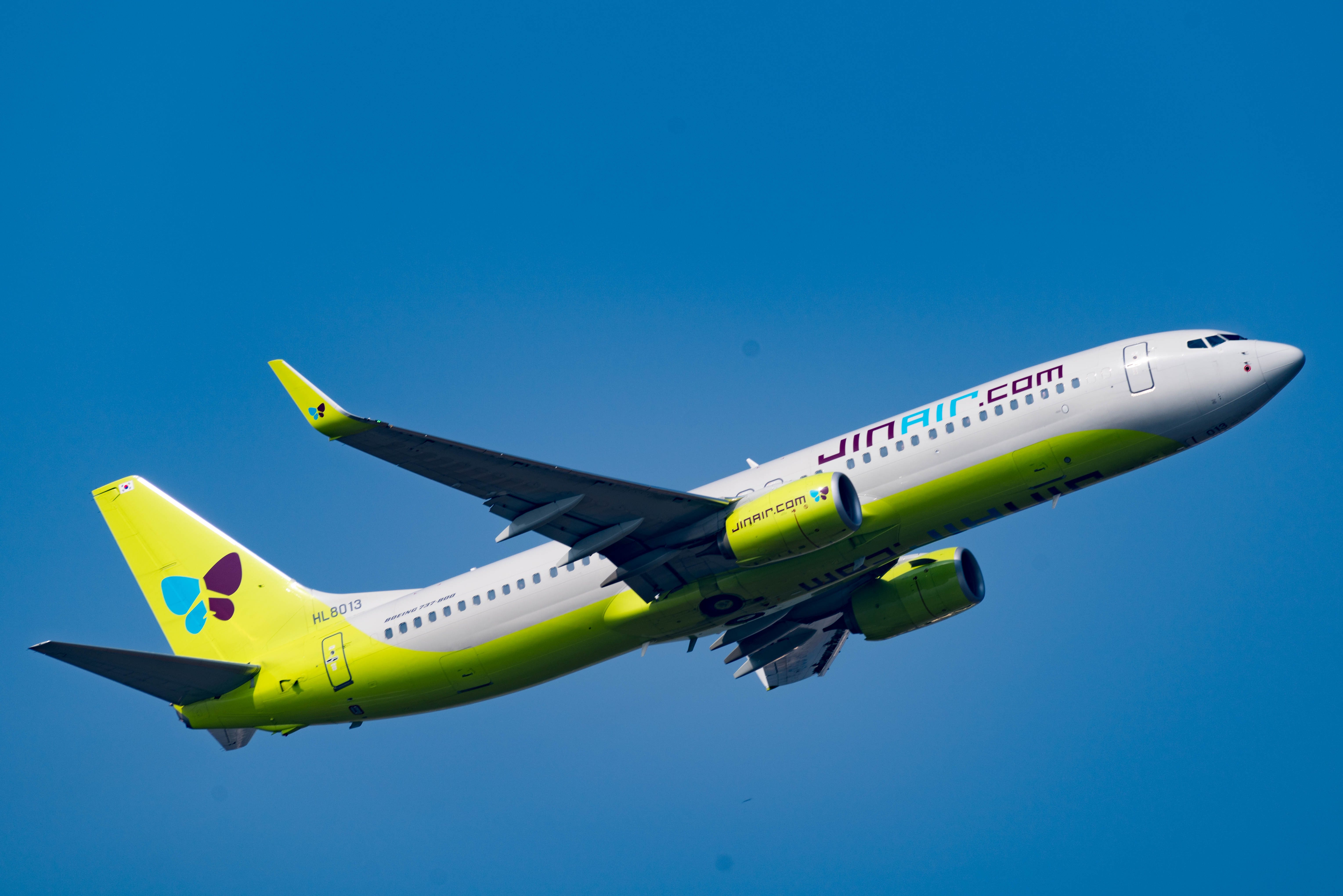
Un Boeing 737-800.

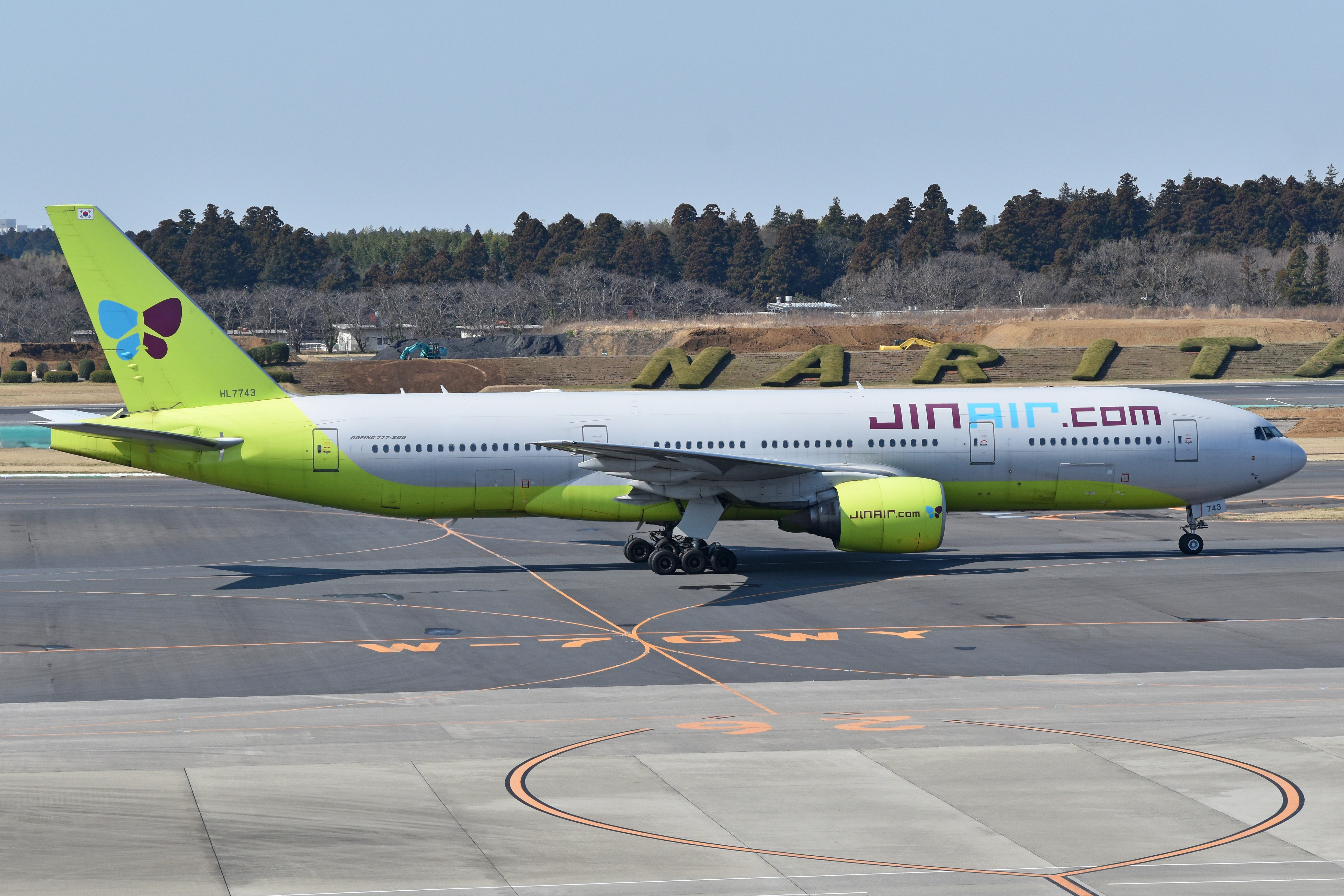
Un Boeing 777-200ER.

Ad agosto 2024 la flotta di Jin Air è così composta: